# Phyllarthron
Phyllarthron é um género botânico pertencente à família Bignoniaceae.

## Sinonímia
Zaa

### Espécies
Apresenta 19 espécies:
Phyllarthron antongiliense Phyllarthron articulatum Phyllarthron bernierianum
Phyllarthron bilabiatum Phyllarthron bojeranum Phyllarthron cauliflorum
Phyllarthron comorense Phyllarthron humblotianum Phyllarthron ilicifolium
Phyllarthron laxinervium Phyllarthron madagascariensis Phyllarthron megaphyllum
Phyllarthron megapterum Phyllarthron multiflorum Phyllarthron noronhianum
Phyllarthron poivreanum Phyllarthron suarezense Phyllarthron subumbellatum
Phyllarthron thouarsianum